# Plenaire vergadering

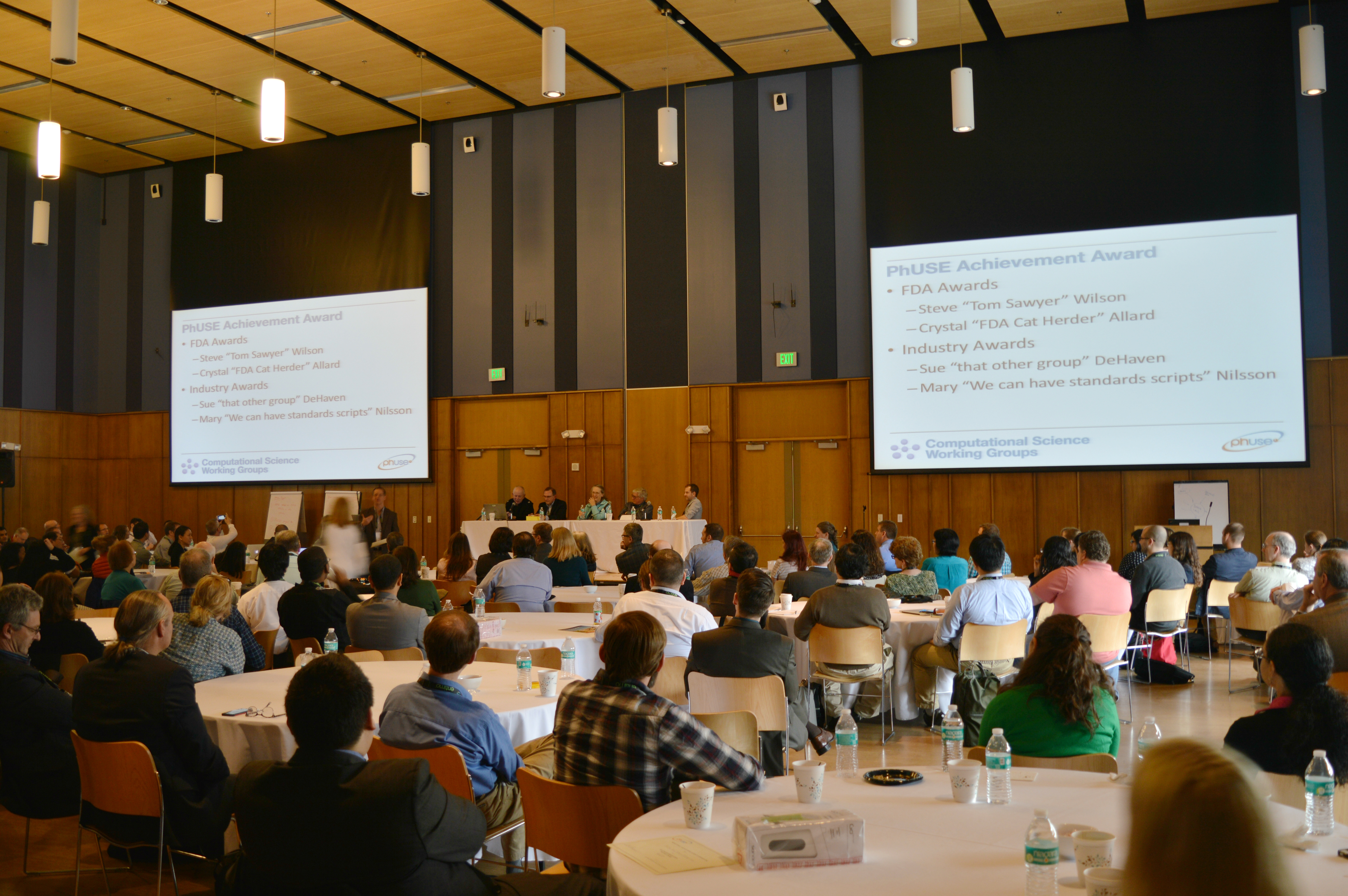
Alle leden van een conferentie worden geacht de plenaire vergaderingen bij te wonen

Een plenaire vergadering, ook wel voltallige vergadering, is een vergadering waarbij alle betrokken personen aanwezig moeten zijn. Plenair komt van het Latijnse woord plenum, dat vol betekent.
De plenaire vergadering van een vereniging heet een algemene ledenvergadering (ALV).
Parlementen kennen vaak verschillende commissies, die afzonderlijk vergaderen, afgewisseld met de plenaire zittingen. Sommige parlementen die in verschillende kamers zijn onderverdeeld, kennen naast de plenaire zittingen van de afzonderlijke kamers ook de verenigde vergadering waarbij beide kamers tezamen aanwezig zijn, al blijft dit in de meeste landen beperkt tot uitzonderlijke gevallen (bijvoorbeeld om meningsverschillen tussen beide kamers te bespreken).